# Вольбек, Андерс
А́ндерс Во́лльбек (швед. Anders Wollbeck) — шведский композитор и музыкальный продюсер, также известный под псевдонимом Nuzak.
В течение 1990-х и 2000-х годов работал с Александром Бардом над проектами Army Of Lovers, Vacuum и Alcazar.
На данный момент[когда?] Волльбек является участником авторского дуэта Wollbeck/Lindblom вместе с солистом группы Vacuum Маттиасом Линдблумом. В настоящее время[когда?] наиболее известный продукт дуэта — сингл «Negotiate With Love», написанный для Рэйчел Стивенс.
Женат на фотографе и дизайнере Мари Сундстрём (швед. Marie Sundström-Wollbeck). Имеет двух детей — Максимилиана (род. 1990) и Филиппу (род 1994).

## Факты
- Инженер по образованию. Долгое время работал копирайтером в одном из шведских рекламных агентств.
- Жена Андерса является автором фотографий и дизайна большинства дисков группы Army Of Lovers.
- Композиции группы Army Of Lovers «Ride the Bullet», «Sexual Revolution» и «Change of Attitude» были написаны за два часа при первой встрече Александра Барда с Андерсом Уоллбеком.
- Первой песней, написанной Воллбеком и ставшей затем международным хитом, была «Crucified» Army Of Lovers.
- Воллбек всегда начинает сочинять песню с припева.
- Андерс появляется в клипе группы Vacuum «Pride in My Religion» в роли кардинала, а также в клипе «Lay Your Love on Me» BWO в роли проводника поезда.